# Jo, papá
Jo, papá és una pel·lícula espanyola de 1975 dirigida per Jaime de Armiñán i protagonitzada per Antonio Ferrandis i Ana Belén, amb guió del propi Armiñán i Juan Tébar.

## Argument
Enrique, un comerciant casat amb dues filles, i que té una vida un xic anodina, s'embarca amb la seva família a recórrer els llocs on va estar quan va lluitar a la guerra civil espanyola.

## Premis
Medalles del Cercle d'Escriptors Cinematogràfics
| Any  | Categoria                | Pel·lícula        | Resultat   |
| ---- | ------------------------ | ----------------- | ---------- |
| 1975 | Millor actriu secundària | Amparo Soler Leal | Guanyadora |
| 1975 | Millor fotografia        | Manuel Berenguer  | Guanyador  |